# Profilassi post-esposizione
La profilassi post-esposizione (PEP) è una misura di profilassi (prevenzione) attuata dopo un'esposizione a un agente patogeno al fine di prevenire l'insorgenza di una possibile infezione dovuta ad esso.